# Club Sportiv Gaz Metan Mediaș
Maillots
Le CS Gaz Metan Mediaș était un club roumain de football basé à Mediaș. Il évoluait en Première Division (Liga 1) dans le Championnat de Roumanie de football jusqu'à sa dissolution en 2022, pour raisons financières.

## Historique
- 1945 : fondation du club
- 2011 : le club se classe 7e du championnat de 1re division, ce qui constitue la meilleure performance de son histoire
- Le club porte plusieurs noms avant de prendre son nom actuel : Karres Mediaș, Partizanul Mediaș, Flacara Mediaș, Energia Mediaș et CSM Mediaș.
- 2022 : le club est sanctionné de 28 points dans le groupe relégation par la fédération roumaine de football en raison de dettes, les condamnant à la relégation en Liga 2, le club est ensuite dissout en fin de saison. Un autre club est fondé dans la foulée, le ACS Mediaș 2022 (en) qui repart en quatrième division.

## Effectif (2021-2022)
| N° | Nat.                        | Poste | Nom du joueur                      |
| -- | --------------------------- | ----- | ---------------------------------- |
| 1  | Drapeau de la Roumanie      | G     | Octavian Vâlceanu                  |
| 2  | Drapeau du Brésil           | D     | Gabriel Moura                      |
| 3  | Drapeau du Brésil           | D     | Yuri Matias                        |
| 4  | Drapeau de la Roumanie      | M     | Ioan Filip                         |
| 5  | Drapeau du Portugal         | M     | Diogo Izata                        |
| 6  | Drapeau de la Roumanie      | M     | Mihai Lixandru (prêté par le FCSB) |
| 7  | Drapeau de la Roumanie      | M     | Răzvan Trif                        |
| 8  | Drapeau de la Guinée-Bissau | M     | Francisco Júnior                   |
| 9  | Drapeau du Nigeria          | A     | Christian Irobiso                  |
| 10 | Drapeau de la Roumanie      | M     | Ronaldo Deaconu                    |
| 14 | Drapeau de la Roumanie      | D     | Eduard Avram                       |
| 15 | Drapeau de l'Irlande        | M     | Ramon Gașpar                       |
| 16 | Drapeau de la Roumanie      | A     | Raul Orlandea                      |
| 17 | Drapeau de la Roumanie      | A     | Luis Nițu                          |
| 19 | Drapeau de la Tchéquie      | A     | Tomáš Smola                        |

| No. | Nat.                   | Position | Nom du joueur                     |
| --- | ---------------------- | -------- | --------------------------------- |
| 21  | Drapeau de la Roumanie | D        | Mihai Dobrescu                    |
| 22  | Drapeau de la Roumanie | M        | Ovidiu Horșia (prêté par le FCSB) |
| 23  | Drapeau de la Roumanie | M        | Răzvan Grădinaru                  |
| 24  | Drapeau de l'Italie    | D        | Roberto Romeo                     |
| 25  | Drapeau de l'Argentine | D        | Patricio Matricardi               |
| 31  | Drapeau de la Roumanie | G        | Alexandru Buzbuchi                |
| 33  | Drapeau de la Roumanie | D        | Răzvan Horj                       |
| 34  | Drapeau de la Roumanie | A        | Dragoș Iancu                      |
| 44  | Drapeau de la Roumanie | M        | Sergiu Ciocan                     |
| 69  | Drapeau des Comores    | A        | Nasser Chamed ()                  |
| 71  | Drapeau de la Roumanie | A        | Vlad Morar                        |
| 77  | Drapeau du Sénégal     | A        | Adama Sarr                        |
| 92  | Drapeau d'Haïti        | M        | Bryan Alceus                      |
| 98  | Drapeau de la Roumanie | D        | Mihai Velisar                     |
| 99  | Drapeau de la Roumanie | G        | Albert Popa                       |

## Palmarès
- Coupe de Roumanie
  - Finaliste : 1951

- Championnat de Roumanie de deuxième division
  - Champion : 2000
  - Vice-champion : 1947, 1952, 1954, 2005, 2008

- Championnat de Roumanie de troisième division
  - Champion : 1973, 1977, 1993

## Parcours en coupes d'Europe
| 2011-2012 - Ligue Europa |       |                  |
| Deuxième tour            |       |                  |
| KuPS                     | 1 - 0 | Gaz Metan Mediaș |
| Gaz Metan Mediaș         | 2 - 0 | KuPS             |
| Troisième tour           |       |                  |
| Mayence 05               | 1 - 1 | Gaz Metan Mediaș |
| Gaz Metan Mediaș         | 1 - 1 | Mayence 05       |
| Barrage                  |       |                  |
| Austria Vienne           | 3 - 1 | Gaz Metan Mediaș |
| Gaz Metan Mediaș         | 1 - 0 | Austria Vienne   |

### Adversaires européens
- KuPS
- Mayence 05
- Austria Vienne